# Bill Lienhard
William Barner "Bill" Lienhard (Slaton, 14 de janeiro de 1930 — 8 de fevereiro de 2022) foi um basquetebolista estadunidense que integrou a Seleção Estadunidense na conquista da Medalha de Ouro disputada nos XV Jogos Olímpicos de Verão em 1952 realizados em Helsínquia na Finlândia.